# Lénaëlle Gilleron-Gorry
Lénaëlle Gilleron-Gorry (née le 23 avril 1995 à Athis-Mons en Île-de-France) est une patineuse artistique française qui a été vice-championne de France 2011.

## Biographie

### Carrière sportive
Lénaëlle Gilleron-Gorry participe à ses premiers championnats de France élites lors de l'édition 2010 à Marseille à l'âge de 14 ans. À l'issue du programme court, elle se classe 13e et ne peut donc pas patiner son programme long.

#### Saison 2010/2011
Elle commence sa saison en août et septembre 2010 en participant aux épreuves du Grand Prix ISU junior à Courchevel et à Graz. Pour ses deuxièmes championnats de France élites, organisés à Tours en décembre 2010, elle crée la surprise en remportant la médaille d'argent derrière Yrétha Silété, mais devant Maé-Bérénice Méité et Léna Marrocco.
En février 2011, la FFSG (Fédération française des sports de glace) la sélectionne pour participer au Festival olympique de la jeunesse européenne, qui a lieu à Liberec pour les sports d'hiver, et prend la 4e place de la compétition de patinage artistique féminin. En avril 2011, lors des championnats de France juniors à Cergy, elle abandonne la compétition après le programme court.

#### Saison 2011/2012

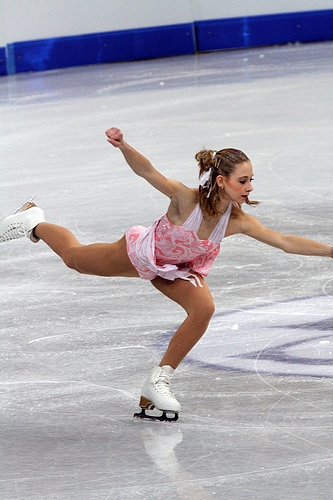
Aux championnats du monde juniors 2012

Lénaëlle choisit de patiner cette saison sur la BO du film Chicago de John Kander et Danny Elfman pour son programme court, et sur la BO de Mémoires d'une geisha de John Williams pour son programme libre.
Elle participe aux épreuves de Riga et de Brașov du Grand Prix ISU junior en septembre 2011. En décembre, elle ne réitère pas sa belle performance de la saison passée aux championnats de France élites à Dammarie-lès-Lys puisqu'elle n'obtient que la 5e place nationale.
En février, elle déclare forfait aux championnats de France juniors à Charleville-Mézières car la fédération l'a sélectionné pour participer aux Championnats du monde juniors à Minsk qui ont lieu presque en même temps, fin février et début mars 2012. Elle se classe 27e lors du programme court ce qui l'exclut de pouvoir patiner son programme libre.

#### Saison 2012/2013
Lénaëlle patine sur la BO du film Tristan et Yseult d'Anne Dudley pour le programme court, et conserve son programme libre de la saison passée sur la BO de Mémoires d'une geisha de John Williams.
Pour entamer sa saison, elle se rend successivement à Istanbul et à Chemnitz, deux des épreuves du Grand Prix ISU junior, en septembre et octobre 2012. Aux championnats de France à Strasbourg en décembre, elle ne parvient pas à remonter sur le podium et doit se contenter de la 4e place. La fédération la sélectionne tout de même pour participer à ses premiers championnats d'Europe, en janvier 2013 à Zagreb. Elle y obtient une encourageante 11e place continentale tout juste derrière sa compatriote Maé-Bérénice Meité, en battant tous ses records personnels.

#### Saison 2013/2014
Lénaëlle ne réussit pas à remonter sur le podium des championnats de France à Vaujany en décembre, elle conserve sa 4e place nationale.
À l'heure actuelle, elle n'a pas encore participé ni à une épreuve du Grand Prix ISU senior, ni aux Championnats du monde seniors, ni aux Jeux olympiques d'hiver.

## Palmarès
| Compétition/Saison            | 2010 | 2011 | 2012 | 2013 | 2014 |  |  |  |  |  |  |  |  |  |
| Jeux olympiques d'hiver       |      |      |      |      |      |  |  |  |  |  |  |  |  |  |
| Championnats du monde         |      |      |      |      |      |  |  |  |  |  |  |  |  |  |
| Championnats d'Europe         |      |      |      | 11e  |      |  |  |  |  |  |  |  |  |  |
| Championnats de France        | 13e  | 2e   | 5e   | 4e   | 4e   |  |  |  |  |  |  |  |  |  |
| Championnats du monde juniors |      |      | 27e  |      |      |  |  |  |  |  |  |  |  |  |
|                               |      |      |      |      |      |  |  |  |  |  |  |  |  |  |